# 神戸山手短期大学

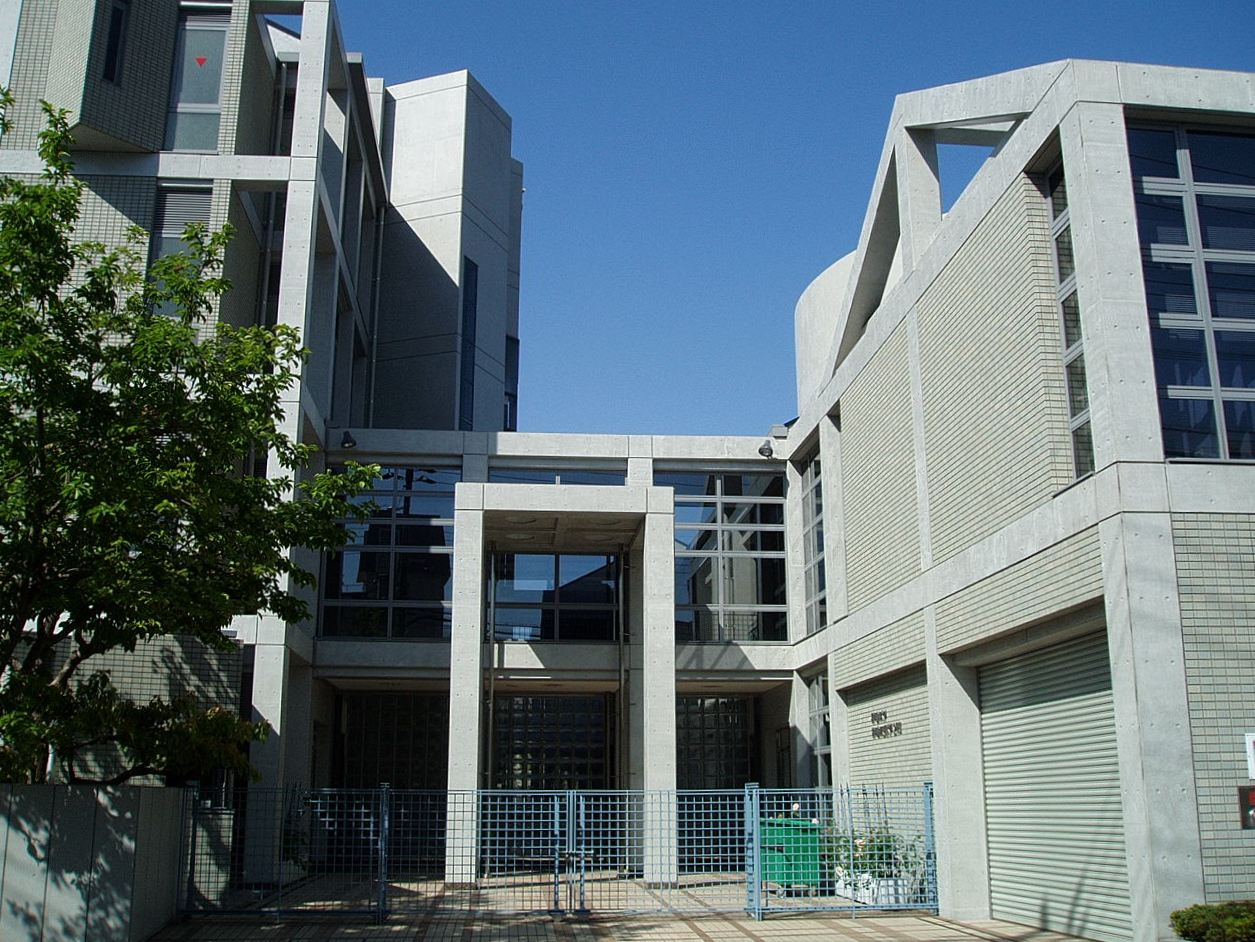
2号館

神戸山手短期大学（こうべやまてたんきだいがく、英語: Kobe Yamate College）は、兵庫県神戸市中央区諏訪山町3-1に本部を置いていた日本の私立大学である。1950年に設置され、2020年に廃止された。大学の略称は山手短大。

## 概観

### 大学全体
- 学校法人神戸山手学園により運営されていた私立短期大学で、学校法人濱名学院との法人合併により2019年度で廃学した。

### 建学の精神（校訓・理念・学是）
- 「自学自習・情操陶冶」となっている。これは、学園創始者である杉野精造が提唱したものである。1994年には学園創立70周年を記念として「世界を見つめる、自分を見つける」といった教育のスローガンが設定されている。

### 教育および研究
- 生活学科は、専門学校時に設置された被服科および短大創設時からある家政科を含めて60年以上の歴史がある故に、当短大の看板となっている。美ファッションコースをはじめ多くのコースが設けられている。当学科は、ファッションコーディネート色彩能力検定の合格率が高いことで知られている。キャリア・コミュニケーション学科には「文化コミュニケーション」・「英語コミュニケーション」・「ビジネスコミュニケーション」の各コースがあり、体験型・実践型学習を重視しているところに特徴がある。

### 学風および特色
- 旧名称である神戸山手女子短期大学（こうべやまてじょしたんきだいがく）を含めて60年近くの歴史がある短大となっている。2004年に共学化されているが、女子学生が大半を占めている。かつては、最多で 6 学科を擁する総合短期大学で、1 学年定員が 1,000 人を超える時期もあったが、大学への転換もあって短期大学としての規模は縮小している。

## 沿革
- 1924年 山手学習院設立。
- 1926年 神戸山手高等女学校設置。
- 1947年 神戸山手女子専門学校設置。
- 1950年 神戸山手女子短期大学開学。文科・家政科の2学科を置く。
- 1960年 文科を以下の通り改組する。
  - 国文科（学生数：女62[1][2]）
  - 英文科（学生数：女61[1][2]）
- 1965年 以下の学科を設置。
  - 教養科（学生数：女77[1][3]）
  - 芸術科（学生数：女62[1][3]）
- 1969年 音楽科を増設。国文・英文・家政・教養の各科を各学科に改称する。
- 1971年 専攻科音楽専攻を設置。（音楽科の学生数：女102[1][4]）
- 1990年 学科名を変更。
  - 家政学科→生活学科（学生数：女281[1][5]）。
  - 英文学科→英語文化学科
  - 国文学科→日本語・日本文化学科
- 2001年 3月30日をもって教養学科を正式に廃止する[6]
- 2001年4月1日 芸術学科と音楽科を統合して表現芸術学科とする。
- 2002年12月19日をもって、芸術科・音楽科を正式に廃止する[6]
- 2003年 専攻科音楽専攻を表現芸術専攻に改組。
- 2004年 神戸山手短期大学と改称。共学となる。
- 2006年 英語文化学科と日本語・日本文化学科を統合してキャリア・コミュニケーション学科とする。
- 2007年 3月31日をもって英語文化学科および日本語・日本文化学科を正式に廃止する[6]。
- 2011年 専攻科を設置（英語・ビジネス専攻）
- 2013年 表現芸術学科の学生募集を停止。
- 2016年 現代生活学科を設置。
- 2016年06月20日 - 2018年度以降の現代生活学科の学生募集停止を発表[7]。
- 2020年04月01日 - 廃学[8]（廃止認可日は2021年4月28日[9]）。

## 基礎データ

### 所在地
- 兵庫県神戸市中央区諏訪山町3-1

## 教育および研究

### 組織

#### 学科（2016年度以降の入学生）
- 現代生活学科

#### 学科（2015年度以前の入学生）
- 生活学科
- キャリア・コミュニケーション学科
  - 専攻科（英語・ビジネス専攻）

##### 廃止された学科
- 生活学科
- 日本語[注 1]
- 英語文化学科[注 1]
- 教養学科[注 2]
- 芸術科[注 3]
- 音楽科[注 3]
- 表現芸術学科
- 専攻科（表現芸術専攻）

#### 取得資格について
教職課程
- かつて中学校教諭二種免許状の課程が設置されていた。
  - 国語：旧・国文学科[10]。
  - 英語：旧・英文学科にて設置されていた[10]。
  - 社会：かつての教養学科にて設置されていた[10]。
  - 家庭：かつて生活学科にて設置されていた[10]。
  - 美術：現在の表現芸術学科の一部となっている芸術科にて設置されていた[10]。
  - 音楽 ：現在の表現芸術学科の一部となっている音楽科にて設置されていた[10]。

資格
- 司書：全学科にて設置されていた。
- 当初は中学校教諭ほか高等学校教諭免許状の教職課程を併設[11]。
  - 国語：文科[11]。
  - 家庭：家政科[11]。

#### 附属機関
- 図書館

### 教育
- 現代的教育ニーズ取組支援プログラム
  - 2007年 キャリア・コミュニケーション学科の「地域・大学インタラクション型の学習事業」において採択されている。

## 学生生活

### 部活動・クラブ活動・サークル活動
- 体育系：バスケットボール・バレーボール・バドミントン・テニス・卓球・軟式野球・スキー・ゴルフほか
- 文化系：華道・茶道・マンドリン・書道・美術・新聞・手話・演劇ほか

### 学園祭
- 「諏訪山祭」と呼ばれ、毎年概ね11月に大学と合同で行われる。

### スポーツ
- バレーボール・バスケットボール・テニス・バドミントン・卓球などのスポーツが活発で、総合体育大会でそれぞれ活躍している。

## 著名な出身者
- 田岡由伎 - 心理カウンセラー、作家
- 望月理恵 - キャスター（セント・フォース所属）
- 笑福亭笑子 - 落語家、腹話術師
- 金田美穂 - 声優
- 藤田亜美 - レースクイーン
- 小林靖子 - 脚本家、漫画原作者
- 中村遊直（隣人） - 芸人

## 施設

### キャンパス
- 交通アクセス：神戸高速鉄道花隈駅または阪神電鉄及びJR神戸線元町駅下車。当駅よりバスで「諏訪山公園下」バス停留所下車。神戸市営地下鉄西神・山手線県庁前駅より徒歩。

### 学生食堂
- 1号館・3号館それぞれに設置されている。

## 対外関係

### 他大学との協定
- アメリカ・ウィスコンシン大学
- オーストラリア・セントラルクイーンズランド大学

### 系列校
- 神戸山手大学
- 神戸山手女子中学校・高等学校

## 卒業後の進路について

### 就職について
- 一般企業への就職者が多いものとなっている。これまでの実績では、ヤンマー・関西電力・資生堂・そごう・三井住友銀行・住友不動産販売・オリックス・東リ・カネボウ化粧品・尼崎信用金庫・リコーなどがある。

### 編入学・進学実績
- 愛知産業大学・成安造形大学・京都精華大学・京都橘大学・龍谷大学・追手門学院大学・大阪音楽大学・大阪芸術大学などがある。